# Boc Maxima
Boc Maxima es un álbum del grupo británico de música electrónica Boards of Canada, lanzado en 1996.
Este álbum fue publicado en una cantidad limitada -en este caso CD y casete-, solamente 50 copias, las cuales fueron distribuidas entre amigos y familiares.
Temas como "Wildlife Analysis", "Roygbiv", "Turquoise Hexagon Sun" o "One Very Important Thought" serían también incluidos en el siguiente disco, "Music Has the Right to Children", el cual es considerado el primer álbum de Boards of Canada propiamente dicho.

## Lista de canciones
1. "Wildlife Analysis" – 1:08
2. "Chinook" – 4:25
3. "Rodox Video" – 0:40
4. "Everything You Do Is a Balloon" – 6:54
5. "Boc Maxima" – 1:35
6. "Roygbiv" – 2:23
7. "Nova Scotia Robots" – 1:20
8. "June 9th" – 5:14
9. "Niagara" – 0:54
10. "Skimming Stones" – 2:04
11. "Sixtyniner" – 5:09
12. "Red Moss" – 6:21
13. "Concourse" – 1:42
14. "Carcan" – 1:47
15. "Nlogax" – 5:11
16. "M9" – 3:43
17. "Original Nlogax" – 1:09
18. "Turquoise Hexagon Sun" – 5:11
19. "Whitewater" – 6:18
20. "One Very Important Thought" – 1:04

## Personal
- Mike Sandison & Marcus Eoin: músico, productor

## Curiosidades
- "Sixtyniner" aparece en el EP "Twoism"
- "M9" aparece en el mismo año en la saga de Old Tunes "A Few Old Tunes"
- "Original Nlogax" aparece en la saga de Old Tunes "A Few Old Tunes"
- "Carcan" aparece en la saga de Old Tunes "A Few Old Tunes"
- "June 9th" aparece en el EP "Hi Scores"
- "Skimming Stones" aparece en la saga de Old Tunes "A Few Old Tunes"
- "Nlogax" aparece en el EP "Hi Scores"
- "Turquoise Hexagon Sun" aparece en el álbum "Music Has the Right to Children" en 1998
- "Nova Scotia Robots" aparece como final del lado B de la saga de Old Tunes "A Few Old Tunes"
- "Wildlife Analysis" también aparece como primera pista en el álbum: "Music Has the Right to Children"
- "One Very Important Thought" aparece como reeditado en el álbum: Music Has the Right to Children
- "Chinook" aparece como una versión más larga en el EP Vinilo: "Aquarius"
- "Rodox Video" aparece en la saga de Old Tunes "A Few Old Tunes" pero diferente al álbum.
- "Everything You Do Is a Balloon" aparece en el EP: "Hi Scores"
- "Boc Maxima" aparece en el álbum: "Music Has the Right to Children" pero renombrada "Bocuma"
- "Roygbiv" aparece en el álbum: "Music Has the Right to Children"
- "Niagara, Red Moss, Concourse, Whitewater" son exclusivos en el álbum.
- "Whitewater" tiene una voz (arreglada) de un episodio del programa infantil "Barrio Sésamo" llamado: "Mary Me's"